# Лийганд, Оскар Каарелович
Оскар Каарелович Лийганд (эст. Oskar Liigand; 15 октября 1911, Санкт-Петербург, Российская империя — 4 октября 1995, Таллин , Эстония) — эстонский и советский актёр театра и кино. Заслуженный артист Эстонской ССР (1968).

## Биография
Родился в семье механика.
В 1937 году окончил частную театральную студию Пауля Сепа в Таллине. В 1936—1944 годах — актёр Эстонского драматического театра в Таллине, в 1944—1950 годах — театра «Ванемуйне» в Тарту, в 1950—1952 годах — театра «Угала» (Ugala) в Вильянди. С 1952 по 1986 год был актёром Эстонского государственного театра кукол (Ants Kivirähk).
Помимо выступлений на театральной сцене, снялся во многих эстонских кинофильмах, в том числе «Парни одной деревни», «Ледоход», «Оглянись в пути», «Новый нечистый из преисподней», «Им было восемнадцать», «Полуденный паром», «Заблудшие», «Безумие», «День ряженых», «Родник в лесу», «Цену смерти спроси у мёртвых», «Комический любовник, или Любовные затеи сэра Джона Фальстафа», «Слеза Князя тьмы», «Берег ветров», «Овечка в правом нижнем углу», «Хозяин усадьбы Кырбоя», « Гладиатор» и др.
Член Эстонского театрального союза (с 1946).
Похоронен на Таллинском лесном кладбище.